# Canosa Sannita
Canosa Sannita est une commune de la province de Chieti dans la région Abruzzes en Italie.

## Administration
| Période                                  | Période  | Identité   | Étiquette | Qualité |
| ---------------------------------------- | -------- | ---------- | --------- | ------- |
| 16 juin 2004                             | En cours | Aldo Nanni |           |         |
| Les données manquantes sont à compléter. |          |            |           |         |

### Hameaux
Moggio, Orni

### Communes limitrophes
Ari, Arielli, Crecchio, Giuliano Teatino, Orsogna, Tollo